# Damolympiaden 1924

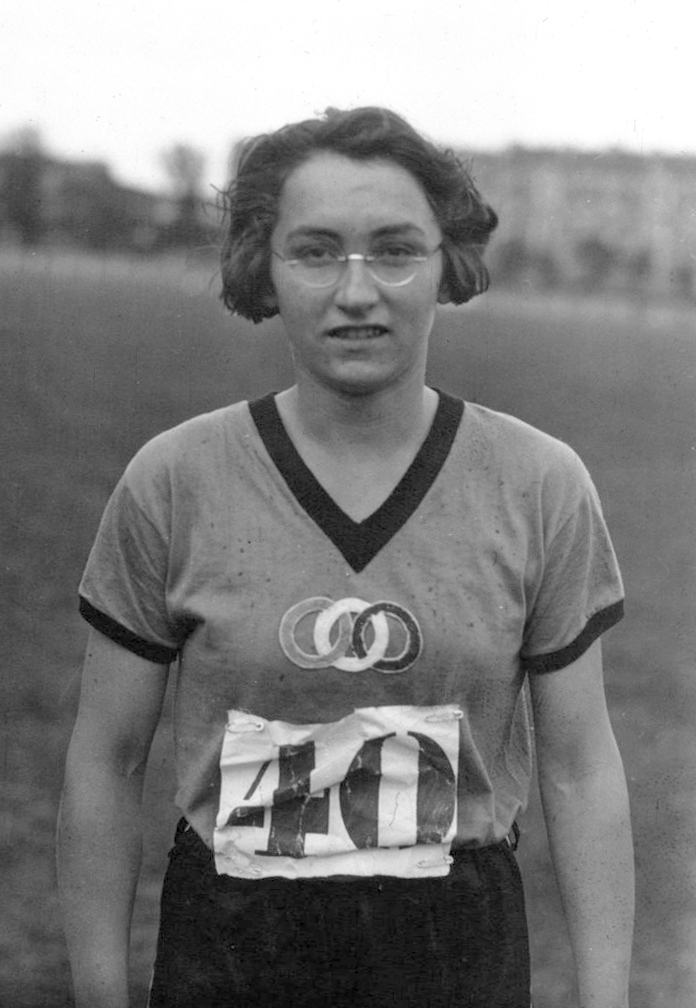
Marguerite Radideau

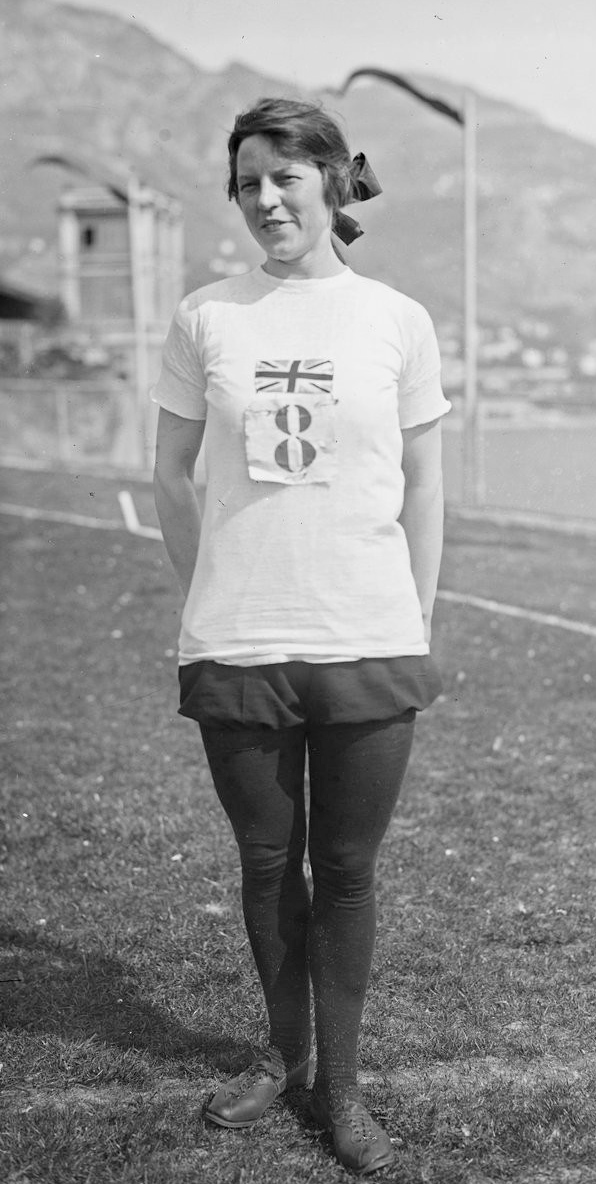
Mary Lines

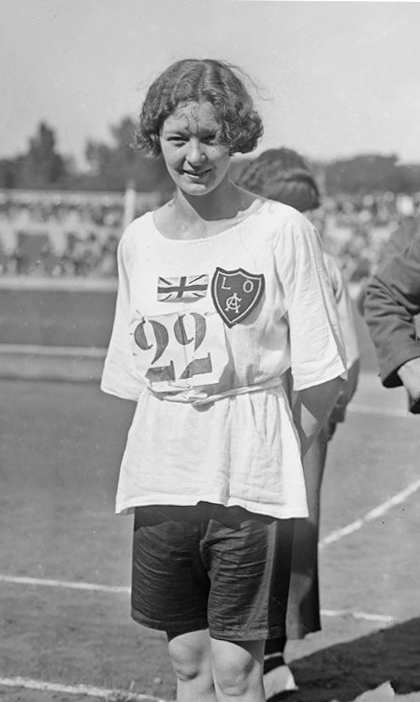
Hilda Hatt

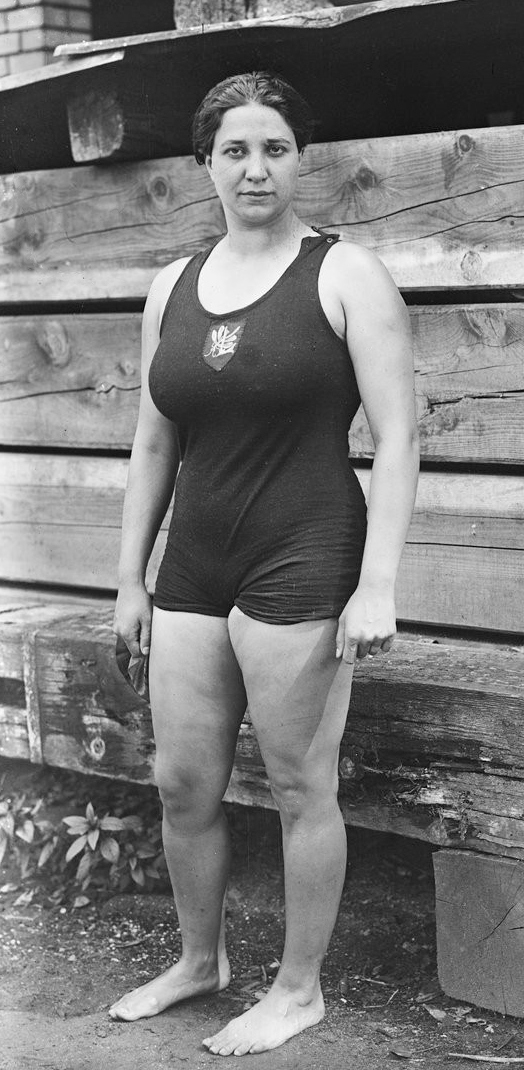
Violette Morris

Damolympiaden 1924 (engelska Women's Olympiad, formellt kallad Women’s International and British Games, franska Grand meeting international féminin) var den första internationella tävlingen i friidrott för damer i Storbritannien. Tävlingen hölls den 4 augusti 1924 i London i Storbritannien.

## Tävlingarna
I spåren av den framgångsrika första Damolympiaden 1922 och Monacospelen 1921, 1922 och 1923 växte intresset för damidrott även på andra håll. I England grundades "Women’s Amateur Athletic Association" (WAAA) 1922 som organiserade de första officiella brittiska mästerskapen i friidrott (WAAA Championships) för damer den 18 augusti 1923 på Oxo Sports Ground i Downham utanför London. I USA arrangerade "Amateur Athletic Union" (AAU) de första amerikanska mästerskapen i friidrott för damer den 29 september 1923 på Weequahic Park i Newark, New Jersey.
Damolympiaden 1924 organiserades i samarbete med tidningarna News of the World, Sporting Life och Daily Mirror i samarbete med WAAA och Fédération Sportive Féminine Internationale (FSFI) under dess ordförande Alice Milliat.
Tävlingen samlade deltagare från åtta nationer: Belgien, Frankrike, Italien, Kanada (endast uppvisningsgrenar), Schweiz, Storbritannien, Tjeckoslovakien och USA (endast uppvisningsgrenar). Idrottsspelen blev ett betydande steg för damidrotten.
| Lag | Land            | Deltagare | Lag | Land           | Deltagare |
| --- | --------------- | --------- | --- | -------------- | --------- |
| 1   | Belgien         | ?         | 2   | Frankrike      | ?         |
| 3   | Italien         | ?         | 4   | Kanada         | ?         |
| 5   | Schweiz         | ?         | 6   | Storbritannien | ?         |
| 7   | Tjeckoslovakien | ?         | 8   | USA            | ?         |

Deltagarna tävlade i 12 grenar: löpning (100 yards, 250 meter, 1000 meter), stafettlöpning 4 x 110 yards, stafettlöpning 4 x 220 yards och häcklöpning 120 yards, gång 1000 meter, höjdhopp, längdhopp, diskuskastning, kulstötning och spjutkastning. Tävlingen innehöll även uppvisningsgrenar i cykelsport (two-thirds of a mile bicycle sprint), netball och gymnastik.
Idrottsspelen hölls på Stamford Bridge i stadsdelen Fulham i sydvästra London. Det samlade 25 000 åskådare.

## Medaljörer
I stort sett samtliga guldmedaljer gick till tävlande från Frankrike och Storbritannien.
Under tävlingen sattes 7 världsrekord: Mary Lines på 120 häcklöpning och 250 meter löpning, Edith Trickey på 1000 meter löpning, Albertine Regel på 1000 meter gång, Elise van Truyen i höjdhopp, Violett Morris i diskuskastning och Louise Groslimond i spjutkastning. Bristfälliga rutiner vid resultatmätningarna medförde dock att endast två rekord, Trickey i 1000 meter löpning och Regel i 1000 meter gång, senare godkändes officiellt.
Placeringar i respektive gren:
| Gren                     | Guld                                                                      | Guld                        | Silver                                                                              | Silver                | Brons                               | Brons                   |
| 100 yards                | Rose Thompson Storbritannien                                              | 11,2 sek                    | Eileen Edwards Storbritannien                                                       |                       | Marguerite Radideau Frankrike       |                         |
| 250 meter                | Mary Lines Storbritannien                                                 | 34,6 sek                    | Vera Palmer Storbritannien                                                          |                       | Marie Mejzlíková I Tjeckoslovakien  |                         |
| 1000 meter               | Edith Trickey Storbritannien                                              | 3.08,2 min                  | Hilda Hatt Storbritannien                                                           |                       | Ida Degrande Belgien                |                         |
| Stafett 4 x 110 yards    | Storbritannien Lag Manor Park                                             | 53,4 sek                    | Storbritannien Lag London Olympiades                                                |                       | Storbritannien Lag Middlesex        |                         |
| Stafett 4 x 220 yards    | Storbritannien med Vera Palmer Lesley Gamble Eileen Edwards Rose Thompson | 1.18,6 min                  | Frankrike med Marguerite Radideau Georgette Gagneux Andrée Darreau Germaine Darreau | 1.21,0 min            | Belgien                             |                         |
| Häcklöpning 120 yards    | Mary Lines Storbritannien                                                 | 18,2 sek (17,4 sek i kval.) | Hilda Hatt Storbritannien                                                           |                       | Henriette van Daelen Belgien        |                         |
| Gång 1000 meter          | Albertine Regel Frankrike                                                 | 5.14,0 min                  | Edith Trickey Storbritannien                                                        | 5.23,2 min            | Keeling Storbritannien              |                         |
| Höjdhopp                 | Elise Van Truyen Belgien                                                  | 1,51 meter 4 ft 11½ in      | Marguerite Patouillet Frankrike                                                     | 1,49 meter 4 ft 11 in | Ivy Lowman Storbritannien           | 1,48 meter              |
| Längdhopp                | Mary Lines Storbritannien                                                 | 5,20 meter                  | Sophie Eliott-Lynn Storbritannien                                                   |                       | Bozena Srámková Tjeckoslovakien     |                         |
| Diskuskastning           | Violette Morris Frankrike                                                 | 30,12 meter                 | Marie Janderová Tjeckoslovakien                                                     | 26,73 meter           | Florence Birchenough Storbritannien |                         |
| Kulstötning två-hands*   | Violette Morris Frankrike                                                 | 19,95 meter                 | Beatrice Manton Storbritannien                                                      |                       | Marie Mejzlíková I Tjeckoslovakien  |                         |
| Spjutkastning två-hands* | Louise Groslimond Schweiz                                                 | 47,65 meter 156 ft ¼ in     | Bozena Srámková Tjeckoslovakien                                                     | ?                     | Adrienne Kaenel Schweiz             | 43,19 meter 141 ft ¼ in |

- Vid kastgrenarna kastade varje tävlande dels med höger hand och dels med vänster hand, därefter adderades respektive bästa kast till ett slutresultat

## Slutställning
Ländernas slutplacering, Kanada och USA deltog endast i uppvisningsgrenar.
| Placering | Land            | Poäng |
| --------- | --------------- | ----- |
| 1         | Storbritannien  | 61    |
| 2         | Frankrike       | 24    |
| 3         | Belgien         | 15    |
| 4         | Tjeckoslovakien | 13    |
| 5         | Schweiz         | 7     |
| 6         | Italien         | ?     |

## Eftermäle
Tävlingen blev en stor framgång och ett betydande steg för damidrotten. Uppföljaren hölls 1925 (”Daily Mirror Trophy”) på Stamford Bridge och andra ordinarie damolympiaden 1926 i Göteborg.
I juli 1927 hölls första SM i friidrott för damer och i september 1938 hölls första EM i friidrott för damer.